# Johann Tobias Krebs
Johann Tobias Krebs (7 juli 1690 in de buurt van Weimar - 11 februari 1762) was een Duitse organist en componist. Krebs was een leerling van Johann Gottfried Walther en Johann Sebastian Bach.
Er wordt verondersteld dat Krebs de componist is van de Acht kleine Preludes en Fuga's (BWV 563 - 570), die in het verleden aan Johann Sebastian Bach zijn toegeschreven. Ook Johann Tobias Krebs' zoon, Johann Ludwig Krebs, wordt wel als componist van deze werken genoemd.
- Bibliothèque nationale de France: cb14828016t (data)
- Gemeinsame Normdatei: 130635642
- International Standard Name Identifier: 0000 0000 4014 9820
- Library of Congress Control Number: no95032428
- MusicBrainz: 2b23e690-043d-4cbb-b20e-c6233815083d
- SNAC: w6dj6jcw
- Virtual International Authority File: 15038271
- WorldCat: E39PBJfrT8PGty7fR37fBPV6Kd